# مكتبة تيانجين
مكتبة تيانجين بينهاي (بالصِينِيَّة: 天津滨海图书馆 وبالفَرَنسِيَّة: Bibliothèque de Tianjin) هي مكتبة عامَّة صِينِيَّة. تُعد مكتبة تيانجين بينهاي العامَّة أَو كَما تُلقَّب عين بنهاي جُزءٍ هاماً من مركز تيانجين بينهاي الثقافي في مِنطقَة بينهاي المدينة الجديدة المُطِلَّة على شاطئ بلدية تيانجين شمال جُمهُورِيَّة الصِّين الشَّعبِيَّة. تُعتبر من أجمل المكتبات في العالم نظراً إلى شكلها المعماري المذهل، وتصل مساحة مبناها إلى 33,700 متر مربع وفي المنتصف نجد قاعة على شكل كرة تضيئه من الأعلى إلى الأسفل. يتم ترتيب الرفوف على كل جانب، بحيث توضع الكتب في شكل تسلسلي من السقف إلى المدخل.
حسب ما ورد في الموقع (Archdaily.com) يمكن لمكتبة تيانجين أن تستوعب 1.2 مليون كتاب في هذا الفضاء الضخم مما يجعلها من بين أكبر المكتبات في العالم (غير أن المرتبة الأولى تعود لمكتبة نيويورك العامة التي تمتلك قرابة 2.5 مليون كتاب).

## مشروع إنشاء المكتبة
قامت بلدية بينهاي (بلدية تابعة لمقاطعة تيانجين بالصين) بتكليف شركة التصميم المعماري والحضري الهولندية MVRDV والمهندسين المعماريين الصينيين بتصميم وبناء مكتبة بلدية تيانجين بينهاي، بحيث اِستغرق الأمر ثلاث سنوات من البناء وتم افتتاحها في 1 أكتوبر 2017 .
بعد إتمام المشروع وعرضه للجماهير، صرح العديد من الأخصائيين أن تصميم هذه المكتبة يشبه تصميم متحف غوغنهايم في نيويورك، الذي صممه المهندس المعماري الأمريكي الشهير فرانك لويد رايت.

## الخصائص المعمارية للمكتبة

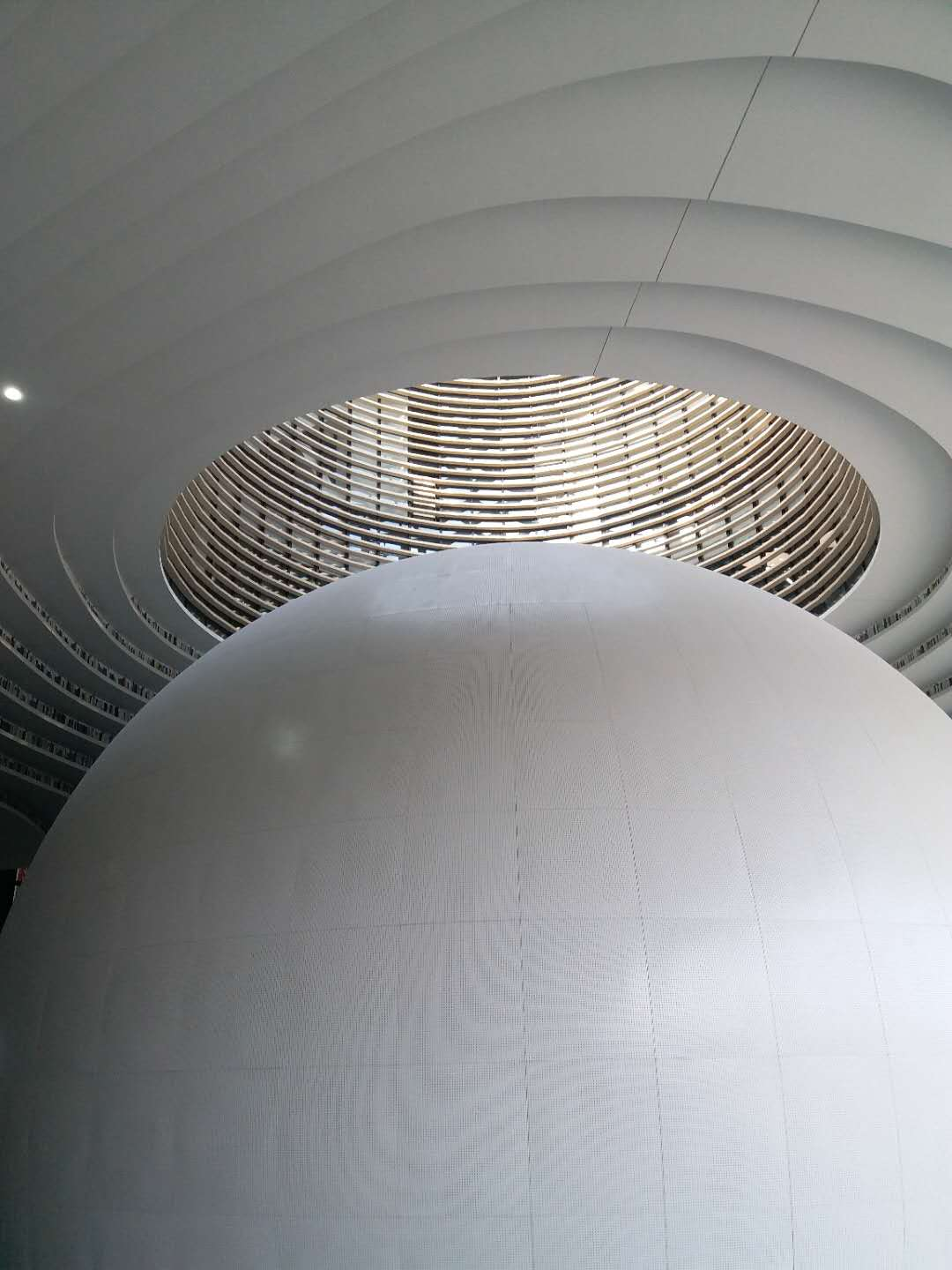
بِالإضافَة إِلى منظر هذِه القَاعة المُستدِيرة الجمِيل والمُميِّز هِي أيضاً شاشة رقمِيَّة وقاعة مُحاضِرات

تم وصف مكتبة تيانجين على أنها عبارة عن مبنى تصل مساحته 34000 متر مربع، في منتصف هذا الأخير نجد قاعة على شكل كرة، يتم ترتيب الرفوف المتتالية على كل جوانبها من السقف إلى الطابق الأرضي.
خصص هذا المبنى المؤلف من خمسة طوابق بأكمله للتعليم والقراءة. بحيث يشمل المستوى التحت الأرضي لهذا المبنى على قاعات الخدمة والتخزين والمحفوظات الكبيرة. بينما في الطابق الأرضي هناك مناطق القراءة للأطفال وكبار السن، المدخل الرئيسي، المجمع الثقافي وقاعة المحاضرات.
يتكون الطابقان الأول والثاني أساسا من غرف القراءة ورفوف للكتب، في حين أن الطابقين العلويين يشملان على قاعات الاجتماعات والمكاتب وغرف الكمبيوتر وغرف الصوت.
وقد وصفها  ويني ماس (المؤسس المشارك ل MVRDV) كمايلي: "داخل المكتبة تبدو تقريبا مثل كهف، مكتبة مستمرة. لم نتمكن من لمس حجم المبنى، لذلك قمنا "بلف" القاعة في شكل كرة [...] وبفضل ذلك زاد المبنى حجماً، مثل
«عناق» [...] فتحنا المبنى من خلال خلق مساحة عامة داخلية جميلة، وغرفة معيشة حضرية جديدة في وسطها. الرفوف عبارة عن مساحات كبيرة حيث يمكنك الجلوس عليها وفي الوقت نفسه الوصول إلى الطوابق العليا.
وتهدف الزوايا والمنحنيات إلى تحفيز الاستخدامات المختلفة للفضاء، مثل القراءة والمشي والاجتماعات والمناقشات معاً، فإنها تشكل "العين"  بحيث يمكن من المبنى: أن نرى وأن يرانا الآخرين ".